# RING (domena)
RING (ang. Really Interesting New Gene) – domena obecna w strukturze białek, złożona z palca cynkowego. Zawiera motyw składający się z siedmiu cystein i jednej histydyny (C3HC4), które koordynują dwa atomy cynku. Obecna u białek zaangażowanych w szlak ubikwitynacji (ligaz ubikwitynowych - E3). Domenę odkryto po raz pierwszy w białku Ring1, odpowiedzialnym za monoubikwitynację histonu H2A. Związek domeny RING z procesem ubikwitynacji zauważono w szeregu prac w 1999 roku.

## Palec cynkowy
Osobny artykuł: Palec cynkowy
Jest to rodzaj domeny białkowej, charakteryzująca się obecnością jednego lub więcej atomów cynku. Jest ona odpowiedzialna za wiązanie się białek do DNA, RNA i interakcję z innymi białkami. Może brać również udział w oddziaływaniu białko-lipid.

## Struktura
Dla domeny RING ustalono konsensus: C-X2-C-X[9-39]-C-X[1-3]-H-X[2-3]-C-X2-C-X[4-48]-C-X2-C
Gdzie:
C - cysteina
H - histydyna
Zn - atom cynku
X - dowolny aminokwas
Schematycznie budowa domeny wygląda jak poniżej:
```
                              x x x     x x x
                             x      x x      x
                            x       x x       x
                           x        x x        x
                          C        C   C        C
                         x  \    / x   x \    /  x
                         x    Zn   x   x   Zn    x
                          C /    \ H   C /    \ C
                          x         x x         x
                 x x x x x x         x         x x x x x x
```

Ze względu na strukturę, znaleziono szereg wariantów domeny RING (RING-HC, RING-H2, C2H2C4, RBQ-1, RBX1, LIM, PHD, C4H4). Występują pomiędzy różnice w sekwencji: zmiana cystein na histydyny, bądź kwas asparaginowy i asparaginę. Niektóre z nich nie tworzą charakterystycznej struktury (LIM, PHD) i nie biorą udziału w procesie ubikwitynacji.

## Funkcja
Białka zawierające w swojej strukturze domenę RING wpływają na wiele procesów komórkowych. Domena ta jest odpowiedzialna za rozpoznanie i interakcję z białkiem aktywującym ubikwitynę E2. Za samo rozpoznawanie odpowiedzialne są duże, hydrofobowe łańcuchy boczne takich aminokwasów jak izoleucyna czy tryptofan. Niekiedy białka posiadające domenę RING nie są w stanie samodzielnie przeprowadzić procesu ubikwitynacji - wymagają utworzenia kompleksu z drugim białkiem.
Dotychczas nie został poznany dokładny mechanizm promowania transferu ubikwityny z enzymu E2 na białko docelowe przy udziale domeny RING. Domena w trakcie reakcji ubikwitynacji jest zazwyczaj zbyt daleko od miejsca aktywnego enzymu E2, w związku z czym nie wpływa na jego aktywność katalityczną. Promowanie reakcji ubikwitynacji może jednak odbywać się poprzez zmianę konformacyjną w interakcji E2 - ubikwityna, która wymusza usunięcie ubikwityny z miejsca aktywnego i przeniesienie jej na białko docelowe.

## Białka posiadające domenę RING
W proteomie ludzkim stwierdzono obecność około 600 ligaz ubikwitynowych zawierających domenę RING. Jednym z przykładów jest zaangażowany w proces naprawy DNA kompleks BRCA1-BARD1, który jest odpowiedzialny za ubikwitynację histonu H2A. Mutacja w domenie RING białka BRCA1 zakłóca jego funkcję i powoduje deregulację mechanizmu homologicznej rekombinacji, co w konsekwencji prowadzi do zwiększonego prawdopodobieństwa wystąpienia nowotworów.